# Lista över kurdiska uppror
Detta är en lista över kurdiska uppror.

## Före 1800-talet
- 1506-1510 - Yezidirevolter mot safaviderna[1]
- 1609 - Slaget vid Dimdim - Amir Khan Lepzerin mot safavidiska imperiet.[2]
- 1775 - Bajalanupproret mot Zanddynastin.[3]

## 1800-talet
- 1806-1808 - Babanupproret lett av Abdurrahman Pasha[4]
- 1829- Cîzreupproret
- 1833 - Prins Mohammad av Sorans uppror[4]
- 1837 - Yezidiuppror och Sîncaruppror.
- 1843 - Det första Botanupproret och Bedir Khan Beys uppror.[5]
- 1843 - Culemergupproret
- 1847 - Bedir khans uppror[4]
- 1855 - Yezdan Shers uppror[4]
- 1880-1881 - Shaikh Ubeydullah av Nehris uppror mot qajarerna.[6][5]

## 1900-talet
- 1916, Det första Dersimupproret i maj månad.
- 1919, 11 maj - Elî Bati-upproret
- 1919, 21 maj - Mahmud Barzanji-upproret
- 1919-1922 - Ismail Simko-revolterna i östra Kurdistan, Iran.[6]
- 1920 - Koçgirîupproret i norra Kurdistan, Turkiet..
- 1924, 4 september - Beytüşşebabupproret
- 1925, 14 februari-31 maj - Shaikh Said Piran-upproret[7]
- 1925, 10 juni - Nehrîupproret
- 1925, 7 augusti till år 1926 - Raman- och Reşkotan-upproret
- 1926, 21 januari - Hazro-upproret
- 1926, 16 maj - 17 juni pågick det första Agiri-upproret i norra Kurdistan, Turkiet. Dessa kom att till slut bli ett flertal uppror och samlades ihop till benämningen Ararat-upproren.
- 1926, 7 oktober - Koçuşağı-upproret
- 1927, 26 maj - 25 augusti -  Mutkî-upproret.
- 1927, 13 september Det andra Agiri-upproret
- 1927 - Biçar-upproret
- 1928 - Sason-, Perwarî- och Kozluk-upproren
- 1929, 22 maj-3 augusti - Zîlan-upproret
- 1929, 6 juli - Asi Resul-upproret
- 1929 - Tendûrek-upproret
- 1930, 26 maj - Savur-upproret
- 1930, 20 juni - Zeylan-upproret
- 1930, 21 juli - Oramar-upproret
- 1930, 7-14 september Det tredje Agiri-upproret.[8]
- 1930, september - Det andra Mahmud Barzanji-upproret
- 1930, 24 oktober - Pülümür-upproret
- 1931, November - Shaikh Ahmed Barzani-upproret
- 1937, 21 mars-1938, 16 juli; Det andra Dersimupproret i norra Kurdistan, Turkiet.

### Från andra världskriget till nutid
- 1941-1944, Hama Rashid-revolter i östra Kurdistan, Iran.
- 1946, Mahabad-revolterna leder till upprättandet av Mahabadrepubliken
- 1961, 11 september; Strider mellan kurdisk gerilla och irakiska regimen
- 1979- 1983 Strider mellan kurdisk gerilla och den iranska regeringen.[9]
- 1984, 15 augusti Början på PKK:s strider
- 1991, Kurdiska frihetskriget, Strider i södra Kurdistan, Irak.
- 1992 5 mars Strider i Rania
- 1992 5 mars Strider i Suleymani
- 1992 21 mars-22 mars Strider om Kirkuk
- 2004, Uppror i östra Kurdistan, Syrien efter en fotbollsmatch.
- 2005, Strider i östra Kurdistan, Iran.
- 2005, Strider i norra Kurdistan, Turkiet.
- 2007, Turkiet påbörjar sin jakt efter PKK-anhängare och går in med styrkor i södra Kurdistan, Irak.
- Kurdistankriget, Irak och dess allierade påbörjade en invasion av Kurdistan.